# Christian Wilhelm Braune
Pour les articles homonymes, voir Braune.

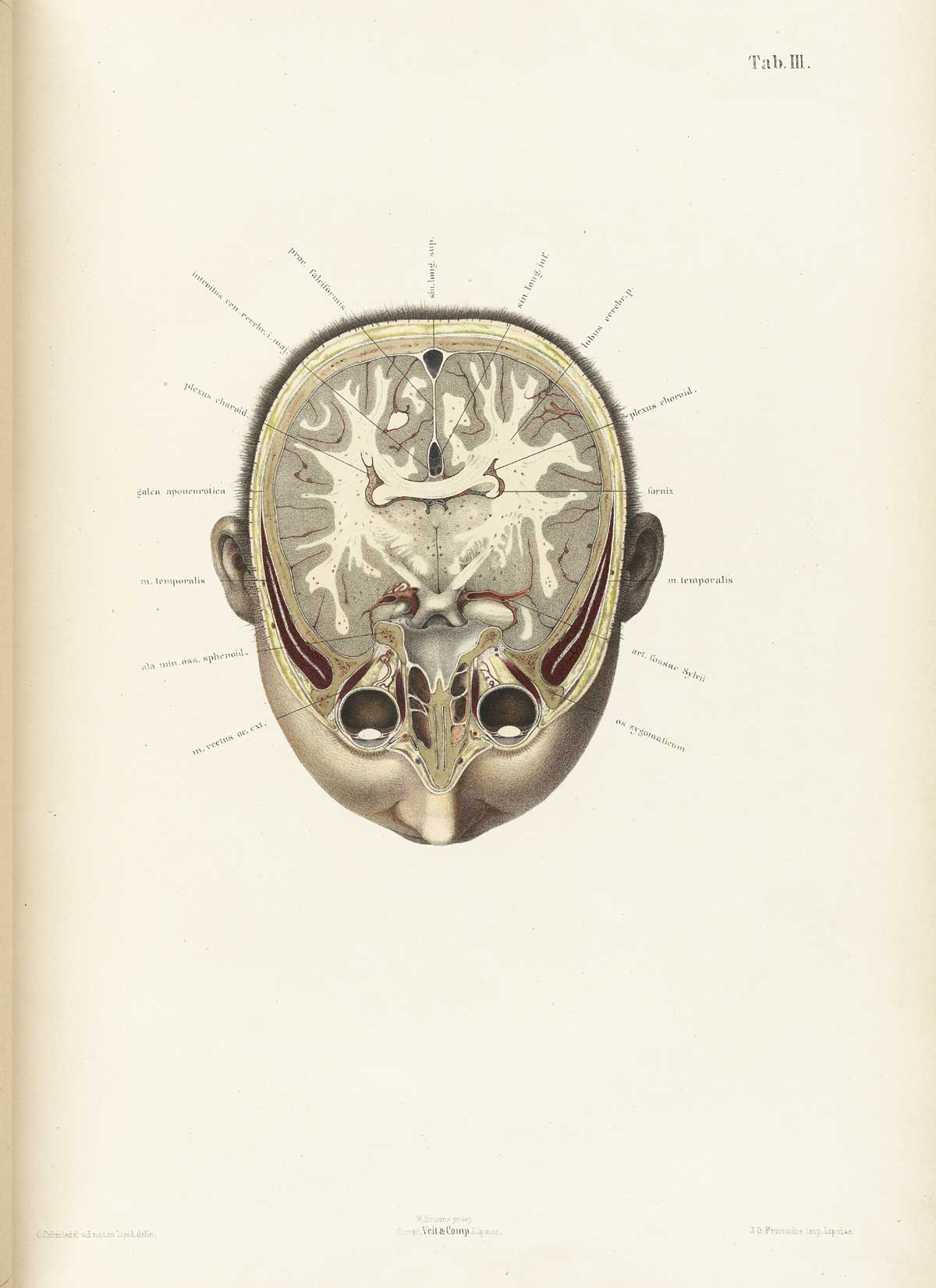
Extrait de l' Atlas of Topographical Anatomy de Christian Braune.

Christian Wilhelm Braune, né le 17 juillet 1831 à Leipzig et mort le 29 avril 1892, est un anatomiste allemand. Il est connu pour ses lithographies de coupes transversales du corps humain et ses travaux pionniers en biomécanique. Il a également été le premier à utiliser des cadavres congelés pour des recherches anatomiques.

## Biographie
Il étudie dans les universités de Göttingen et Wurtzbourg. En 1872, il est nommé professeur d'anatomie topographique à l'université de Leipzig. Braune est inspiré par le travail photographique du scientifique français Étienne-Jules Marey sur le mouvement anatomique : Marey pensait que le mouvement était la plus importante de toutes les fonctions humaines, qu'il a décrit graphiquement pour la recherche biologique dans Du mouvement dans les fonctions de la vie (1892) et Le Mouvement (1894). Ces travaux ont ouvert la voie aux études expérimentales et anatomiques de Christian Braune sur la démarche humaine, publiées dans l'ouvrage co-écrit avec le physiologiste Otto Fischer (1861-1917) : Der Gang des Menschen. L'étude de Braune sur la biomécanique de la marche portait sur deux transits de marche libre et un transit de marche avec une charge. La méthodologie de l'analyse de la marche utilisée par Christian Braune est essentiellement la même que celle utilisée aujourd'hui.
Avec Otto Fischer, il mène des recherches sur la position du centre de gravité du corps humain et de ses différents segments. En déterminant d'abord les plans des "centres gravitationnels" des axes longitudinal, sagittal et frontal d'un cadavre humain congelé dans une position donnée, puis en disséquant le cadavre à l'aide d'une scie, ils ont pu établir le centre de gravité du corps et de ses parties constitutives. Christian Braune et Otto Fischer ont également effectué des travaux approfondis sur les principes fondamentaux des forces de résistance que les muscles du corps doivent surmonter pendant le mouvement.
Dans le cadre de travaux d'investigation sans rapport, Christian Braune joue un rôle décisif dans la publication des pièces musicales composées par Frédéric le Grand de Prusse.  Braune était le gendre du médecin allemand Ernst Weber (1795-1878).

## Œuvres
- Das Venensystem des menschlichen Körper ("Le système veineux du corps humain"), 1871.
- Topographisch-anatomischer Atlas nach Durchschnitten an gefrornen Cadavern, 1872 ; traduit plus tard en anglais sous le titre "An atlas of topographical anatomy : after plane sections of frozen bodies".
- Die Lage des Uterus und Fötus am Ende der Schwangerschaft nach Durchschnitten an gefrorenen Kadavern ("La situation de l'utérus et du fœtus et la fin de la grossesse d'après des coupes transversales de cadavres congelés"), 1873.
- Über den Schwerpunkt des menschlichen Körpers mit Rücksicht auf die Ausrüstung des deutschen Infanteristen", 1889 ; traduit plus tard en anglais sous le titre "On the centre of gravity of the human body as related to the equipment of the German infantry soldier".
- Bestimmung der Tragheitsmomente des menschlichen Körpers und seiner Glieder", 1892 ; traduit ultérieurement en anglais par "Determination of the moments of inertia of the human body and its limbs".
- Der gang des menschen (avec Otto Fischer 1895-1904) ; traduit plus tard en anglais par "The human gait"[3].

En collaboration avec Wilhelm His, Sr., il a édité, après 1876, l'Archiv für Anatomie und Entwickelungsgeschichte ("Archives pour l'anatomie et le développement"). 